# Anders Christensen Arrebo
Anders Christensen Arrebo (Ærøskøbing, illa d'Æro, 2 de gener 1587 - Vordingborg, Sjælland, 12 de març 1637) va ser un sacerdot i escriptor danès. Se'l considera el pare de la literatura danesa; el primer que va alçar a la categoria d'art el llenguatge danès.

## Obres
- Psalmebog for Kirke og Hjem
- är hans Om Salighed og Glæde
- Samma psalm